# Jardin Casque-d'Or
Le jardin Casque-d'Or est un espace vert du 20e arrondissement de Paris, dans le quartier de Charonne.

## Situation et accès
Le jardin est accessible par le 14, rue Michel-de-Bourges, également par la rue de la Réunion et par la rue des Haies.
Il est desservi par la ligne 9 à la station Buzenval.

## Origine du nom
Il est dédié à Amélie Élie (1879-1933) dite Casque d'Or, jeune femme romanesque. Elle est l'héroïne du film de Jacques Becker et a été interprétée par Simone Signoret en 1952.

## Historique
Le jardin est créé en 1972. Il a été entièrement remodelé en 1997. Il accueille un jardin partagé de 1 400 m2 depuis le mois de juin 2007.